# Cap Cuvier

Connu sous le nom de Cape Cuvier en anglais, le cap Cuvier est un cap australien sur la côte ouest de la région de Gascoyne, en Australie-Occidentale. 
Baigné par l'océan Indien, il a été nommé par l'expédition vers les Terres australes emmenée par le Français Nicolas Baudin en l'honneur de Georges Cuvier.